# Codex Cyprius

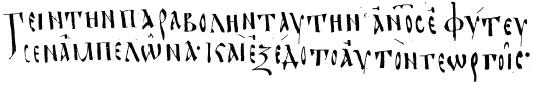
Evangelie volgens Lucas 20,9

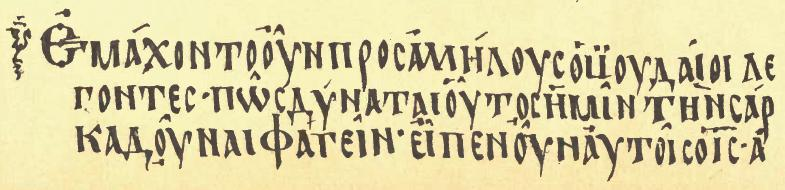
Johannes 6,52-53

De Codex Cyprius (Gregory-Aland no. Ke of 017) is een van de Bijbelse handschriften. Het dateert uit de 9e (of 10e) eeuw, en is geschreven met unciaalhoofdletters op perkament.

## Beschrijving
De Codex bevat teksten van de vier Evangeliën. De Codex Cyprius representeert de Byzantijnse tekst, Kurt Aland plaatste de codex in Categorie V.
De gehele Codex Cyprius bestaat uit 267 bladen (26 x 19 cm). De tekst is geschreven in een kolom van 16 tot 31 regels per pagina.
In 1673 werd de codex overgebracht van Cyprus naar de Colbert Bibliotheek in Parijs Het handschrift bevindt zich in de Bibliothèque nationale de France (Gr. 63).